# IK Waria
IK Waria är ett fotbollslag, hemmahörande i Norrköping. Laget grundades 1942 och har utan uppehåll verkat sedan dess. Har haft både A- och B-lag i herr- respektive damsektion, och ett flertal ungdomslag. Klubben har endast verksamhet för damer och flickor. I början av 2000-talet lades all verksamhet för pojkar ned.
Damlaget tillhör för närvarande division 4 i Östergötland. Ungdomslagen spelar i olika, icke rankade, serier.